# جاسمین ساوی براون
جاسمین ساوی براون (انگلیسی: Jasmin Savoy Brown؛ زادهٔ ۲۱ مارس ۱۹۹۴ ‏(۳۱ سال)) بازیگر اهل ایالات متحده آمریکا است. وی از سال ۲۰۱۳ میلادی تاکنون مشغول فعالیت بوده‌است.
از فیلم‌ها یا برنامه‌های تلویزیونی که وی در آن نقش داشته‌است می‌توان به جیغ، کندذهن‌ها، بازماندگان، گمشده، ژاکت زردها و جیغ ۶ اشاره کرد.